# Пакун, Филарет Иванович
Пакун Филарет Иванович (2 декабря 1912, с. Великая Тополь Черниговская губерния — 2002, Санкт-Петербург) — российский советский живописец, член Санкт-Петербургского Союза художников (до 1992 года — Ленинградской организации Союза художников РСФСР).

## Биография
Филарет Иванович Пакун родился 2 декабря 1912 года в селе Великая Тополь Черниговской губернии в семье священнослужителя. Его дед был иконописцем. С 1930 года Филарет Пакун жил в Ленинграде. В 1932—1935 годах учился в Ленинградском вечернем художественном техникуме «ИЗОРАМ» у К. Рудакова, Н. Тырсы, Б. Фогеля.
Участник Великой Отечественной войны, воевал рядовым на Калининском фронте, был ранен. Награждён медалями «За боевые заслуги», «За взятие Кенигсберга», «За победу над Германией». После демобилизации вернулся в Ленинград. В 1946 году был принят в члены Ленинградского Союза художников. С конца 1940-х участвовал в выставках, экспонируя свои работы вместе с произведениями ведущих мастеров изобразительного искусства Ленинграда. Писал преимущественно пейзажи, а также портреты, жанровые композиции. Автор картин «На озере», «Серый день» (обе 1951), «Перед дождём», «Озеро» (обе 1955), «Новолуние на Днепре», «Художники» (обе 1956), «Лысая гора», «На Днепре», «Перед грозой» (все 1957), «Поле», «Дорожка», «Новгород», «Памятник Володарскому» (обе 1960), «Днепр», «Триполье» (обе 1961), «Новый Ленинград», «Март» (обе 1964), «Днепр» (1972), «Вечер» (1980), «Материнство», «Сёстры» (обе 1988) и других.
Участник выставок и аукционов русской живописи «L' Ecole de Leningrad» во Франции в конце 80-х — первой половине 90-х годов, принёсших художнику успех и европейскую известность. В 1990-е подолгу жил и работал во Франции, писал многочисленные заказные портреты и ню в стиле французских импрессионистов. Выставки произведений Пакуна прошли в 1990-е в Париже, Женеве, Лондоне.
Скончался в Санкт-Петербурге в 2002 году. 
Произведения Ф. И. Пакуна находятся в музеях и частных собраниях в России, Франции, Швейцарии, Бельгии, Японии, Италии, Великобритании, Финляндии и других странах.

## Выставки
- 1951 год (Ленинград): Выставка произведений ленинградских художников.
- 1955 год (Ленинград): Весенняя выставка произведений ленинградских художников.
- 1956 год (Ленинград): Осенняя выставка произведений ленинградских художников.
- 1957 год (Ленинград): 1917—1957. Выставка произведений ленинградских художников.
- 1960 год (Ленинград): Выставка произведений ленинградских художников 1960 года.
- 1960 год (Ленинград): Выставка произведений ленинградских художников.
- 1961 год (Ленинград): Выставка произведений ленинградских художников открылась в залах Государственного Русского музея.
- 1964 год (Ленинград): Ленинград. Зональная выставка.
- 1972 год (Ленинград): По Родной стране. Выставка произведений ленинградских художников.
- 1980 год (Ленинград): Зональная выставка произведений ленинградских художников.
- 1985 год (Ленинград): 40 лет Великой победы. Выставка произведений художников — ветеранов Великой Отечественной войны.
- Февраль 1991 года (Париж): Выставка «Русские художники».
- Декабрь 1991 года (Париж): Выставка «Русские шедевры».